# Leopold von Wiese
Pour les articles homonymes, voir Wiese.
Leopold Max Walther von Wiese und Kaiserswaldau (2 décembre 1876 à Glatz, province de Silésie - 11 janvier 1969 à Cologne) est un sociologue et économiste allemand réputé, qui fut professeur et président de la Société allemande de sociologie.

## Biographie
Leopold von Wiese a participé en 1930 au troisième cours universitaire de Davos, avec de nombreux autres intellectuels français et allemands.